# La Gomera (Spanje)

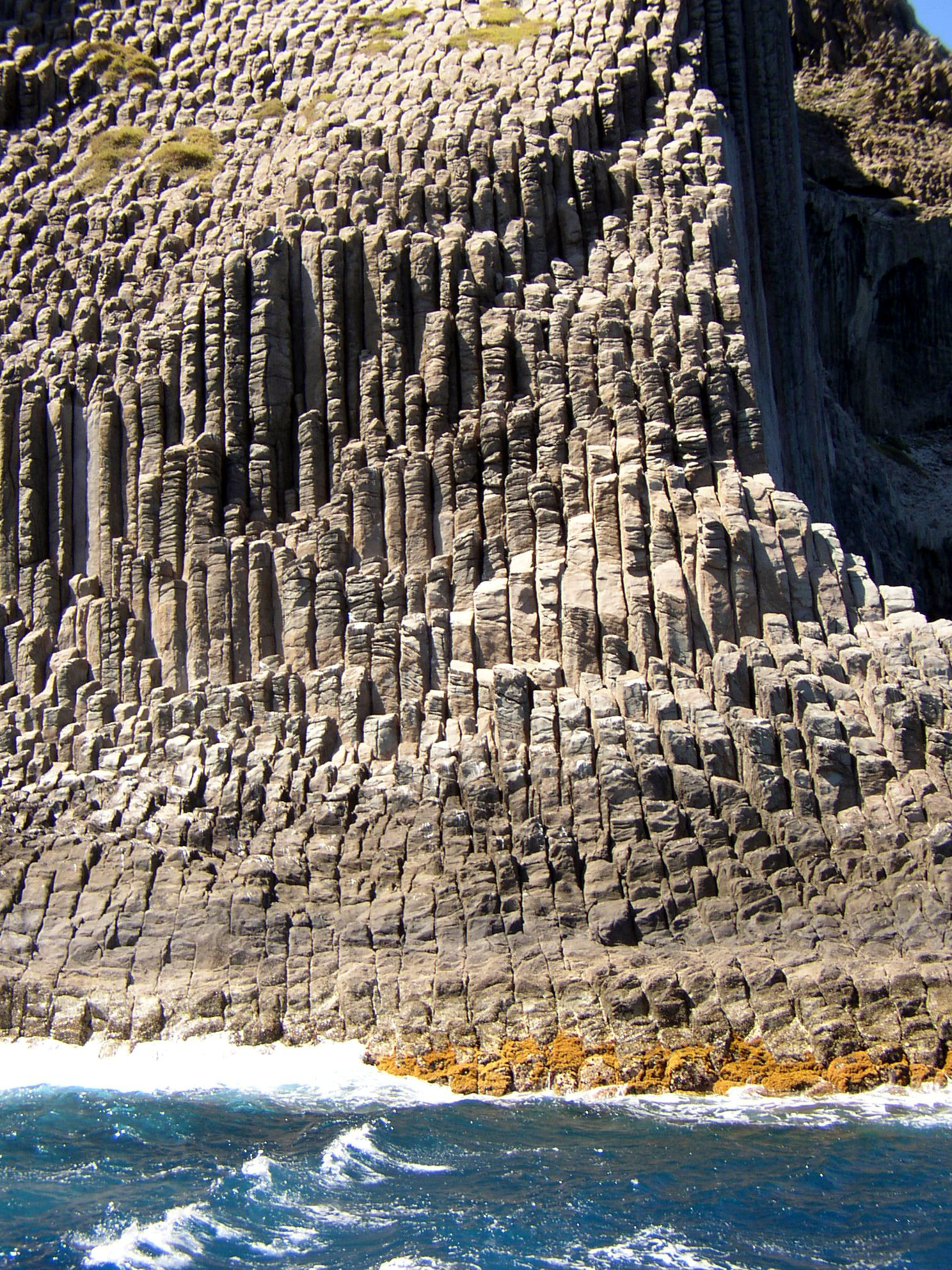
Los Organos (basaltrotsen aan de kust)

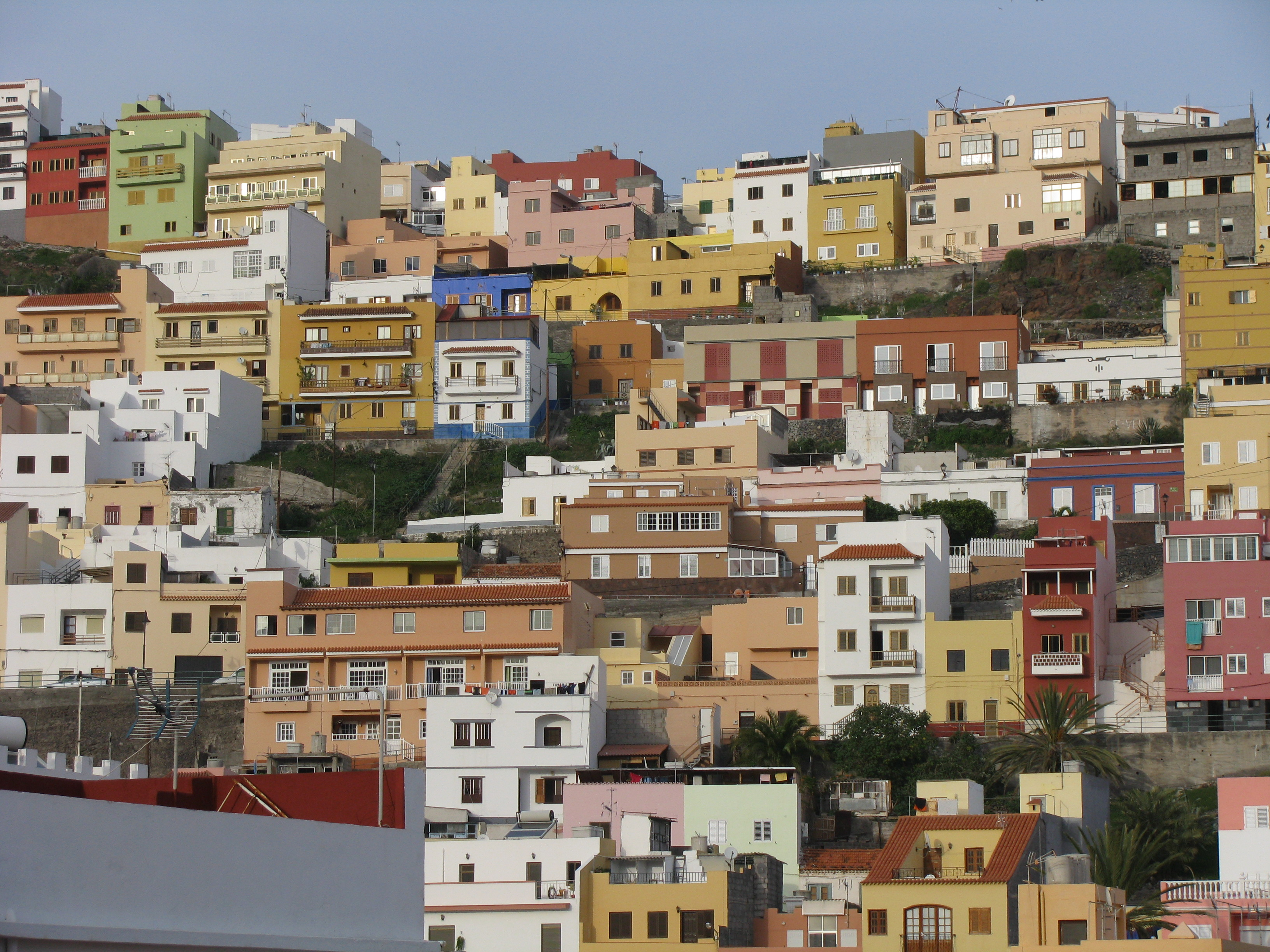
San Sebastian

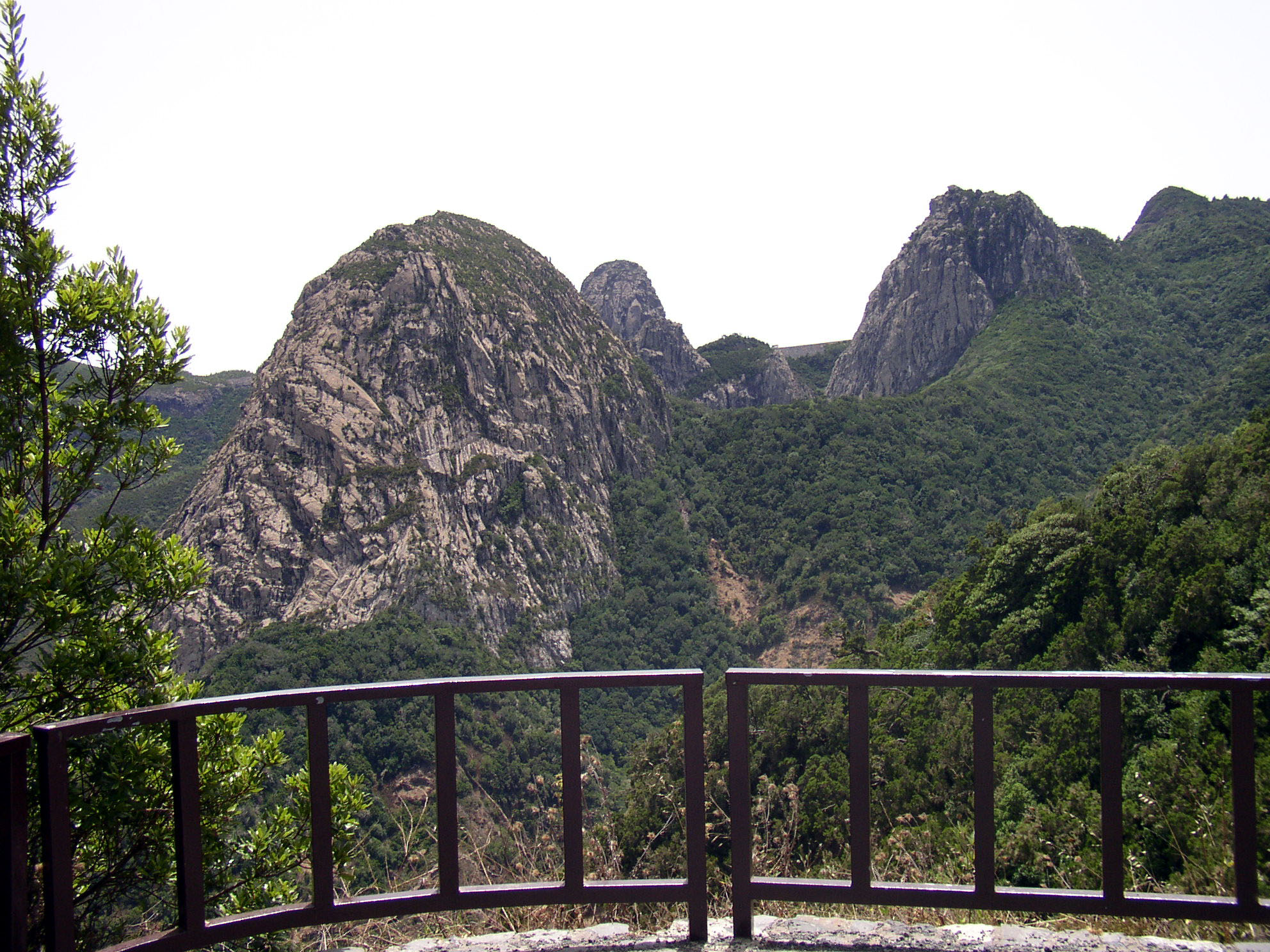
Landschap van La Gomera

La Gomera is, op El Hierro na, het kleinste van de bewoonde Canarische Eilanden, een archipel in de Atlantische Oceaan. Het behoort tot Spanje.

## Geschiedenis
Evenals de andere Canarische Eilanden kende La Gomera als vroegste bewoners de Guanchen. De Spanjaarden veroverden het eiland in 1404 met Jean de Béthencourt. De Guanchen gaven zich over, maar kwamen daarna vaak in opstand vanwege onrechtvaardige behandeling door de veroveraars. Christoffel Columbus gebruikte La Gomera als laatste aanlegplaats voor hij op 6 september 1492 begon aan zijn oversteek van de oceaan. Het huis in San Sebastián waar hij verbleef, is nu een toeristische attractie.
Anders dan de meeste andere eilanden heeft La Gomera nog steeds de aanblik van een agrarisch eiland; industrie is er weinig en het toerisme is kleinschalig van aard. De huidige bewoners waren voorheen merendeels boeren, maar meer en meer vinden zij werk in de groeiende toeristensector. Het leven op La Gomera wordt nog in zekere mate door tradities en oude gebruiken bepaald.

## Geografie
Het eiland heeft een ongeveer cirkelvormige omtrek. Het heeft een doorsnee van ongeveer 24 km en een hoogste punt in de 1487 meter hoge Garajonay. De vulkanische oorsprong is nog goed herkenbaar. Qua vorm lijkt het eiland wel op een geschilde sinaasappel waarvan de partjes van elkaar losraken. Het eiland kent diepe ravijnen, barrancos genoemd, die bekleed zijn met laurisilva, regenwoud van laurierbomen.

### Bestuurlijke indeling
La Gomera is deel van de provincie Santa Cruz de Tenerife en is opgedeeld in zes gemeenten:
- Alajeró
- Agulo
- Hermigua
- San Sebastián de la Gomera
- Valle Gran Rey
- Vallehermoso

De eilandregering (cabildo insular) zetelt in de hoofdstad San Sebastián de la Gomera.

## Natuur

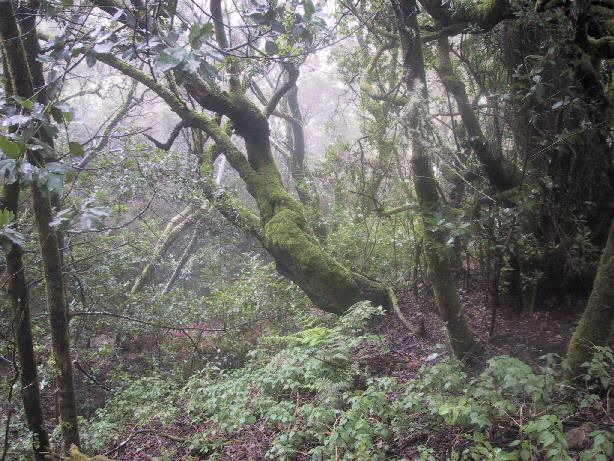
Jungle-achtige laurierbossen op La Gomera

De hoogvlakten en dalen (de barranco's) zijn dichtbebost. Ze vormen het beschermde Nationaal park Garajonay, dat als wereldnatuurerfgoed erkend is door de UNESCO. Het is 40 km² groot en in het park groeien zo’n 450 plant- en boomsoorten. Bijzonder aan het park is de frequent voorkomende mist, die in de winterperiode vaker dan in de zomerperiode. Centraal in het park ligt een oeroud laurierbos.
Het middengebergte vangt het vocht van de wolken van de passaatwind. De vegetatie in de koele lucht hoog op de berg is een soortenrijke jungle en vormt een sterk contrast met de begroeiing van de warme, zongeblakerde kliffen vlak boven zeeniveau. Tussen deze uitersten bevindt zich een boeiende variatie aan begroeiing.
De Gomeranen hebben eeuwenlang de lagere niveaus op de hellingen in cultuur gebracht en het water gekanaliseerd voor bevloeiing van het land. Voor de watervoorziening van de als terrassen op de berghellingen aangelegde velden wordt regen- en condensatiewater in reservoirs opgevangen en onder de bewoners verdeeld. Naast bananen en aardappelen worden ook tomaten en druiven verbouwd.

## Cultuur
De Gomeranen hebben een unieke manier om over de brede valleien te communiceren met een wonderlijk soort gefloten spraak genaamd Silbo. Deze werd ontwikkeld door de oorspronkelijke bewoners van het eiland, de Guanchen, werd overgenomen door de Spaanse kolonisten in de 16e eeuw en overleefde het uitsterven van de Guanchen. Toen vroeg in de 21e eeuw deze unieke wijze van communiceren op het punt stond te verdwijnen, besloot het lokale bestuur er een verplicht schoolvak van te maken.
In het bekendste dal van het eiland, de Valle Gran Rey (dal van de grote koning), bevonden zich communes van hippies, die gedeeltelijk in grotten langs het strand van de zogenaamde 'Varkensbocht' woonden.
De karakteristieke plaatselijke wijn past goed bij een tapa van Gomerische kaas of geroosterd varkens- of geitenvlees.

## Vervoer
Er is een vliegveld bij Alajeró. Het is geopend in 1999 en wordt alleen gebruikt voor regionale vluchten binnen de Canarische Eilanden.
Het snelveer (trimaran) van FredOlsen vaart in 50 minuten en de gewone veerboot van Naviera Armas vaart in één uur van de haven van Los Cristianos op Tenerife naar San Sebastián de la Gomera, de hoofdstad van het eiland. Sinds eind 2017 worden vanuit San Sebastián ook de havens van Playa de Santiago en Valle Gran Rey aangedaan met een kleinere catamaran van FredOlsen, maar alleen voor passagiers. Ook is er een veerverbinding met buureiland La Palma.
Het eiland heeft een goed wegennet en alle gemeenten zijn met elkaar verbonden met lijnbussen, op de Canarische Eilanden guagua genoemd.

## Economie
In de vlakke gebieden aan de kust overheersen de bananenplantages. De kleine vruchten met hun volle smaak worden niet geëxporteerd. In het verleden was er meer landbouw dan thans. De overvloedige neerslag in de wintermaanden was gunstig voor de teelt van gewassen die in het voorjaar werden geoogst. In de zestiger en zeventiger jaren van de twintigste eeuw trokken veel mensen naar de stad. Veel akkerland ligt nu braak. Sommige afgelegen dorpen zijn geheel verlaten.
Wel vindt er nog wat wijnbouw plaats. (Zie daarvoor het artikel wijnbouw op de Canarische Eilanden).

## Toerisme
Veel toeristen bezoeken La Gomera voor één dag met een tocht vanaf Tenerife. Sommigen kiezen echter voor een langer verblijf op het eiland om de rust en om het landschap te kunnen verkennen. Er is geen massatoerisme. Het meest toeristisch is Valle Gran Rey, een samensmelting van enkele kleine badplaatsjes met zwarte zandstranden.

## Klimaat
Het klimaat op het eiland kent verschillen tussen de droge zuidzijde en de door de passaatwind van vochtige noordzijde.
| Maand                  | jan | feb | mrt | apr | mei | jun | jul | aug | sep | okt | nov | dec | Jaar |
| ---------------------- | --- | --- | --- | --- | --- | --- | --- | --- | --- | --- | --- | --- | ---- |
| Gemiddeld maximum (°C) | 21  | 21  | 22  | 23  | 24  | 25  | 27  | 29  | 28  | 26  | 24  | 22  | 24,4 |
| Gemiddeld minimum (°C) | 15  | 15  | 15  | 16  | 17  | 18  | 20  | 21  | 20  | 19  | 18  | 16  | 17,5 |
|                        |     |     |     |     |     |     |     |     |     |     |     |     |      |
| Neerslag (mm)          | 18  | 24  | 14  | 7   | 2   | 0   | 0   | 0   | 10  | 13  | 18  | 27  | 133  |

Agulo · Alajeró · Hermigua · San Sebastián de La Gomera · Vallehermoso · Valle Gran Rey
- Bibliothèque nationale de France: cb11951392f (data)
- Gemeinsame Normdatei: 4121997-1
- Library of Congress Control Number: n94042918
- MusicBrainz: c70f6620-1007-4e74-8ea5-e5103bd92c22
- Nationale Bibliotheek van Tsjechië: xx0121231
- Nationale Bibliotheek van Israël: 987007537848505171
- Virtual International Authority File: 3499147484284749360009